# Nguyễn Nộn
Nguyễn Nộn (chữ Hán: 阮嫩; 1160 - 1229) là một sứ quân nổi dậy chống lại triều đình vào cuối thời Nhà Lý, đầu thời Nhà Trần trong lịch sử Việt Nam.

## Thân thế
Sử sách chép không thống nhất về xuất thế của Nguyễn Nộn. Theo các sách Việt sử tiêu án, Đại Việt sử ký toàn thư, Khâm định Việt sử Thông giám cương mục, ông vốn là cư sĩ ở hương Phù Đổng (nay là xã Phù Đổng, huyện Gia Lâm, thành phố Hà Nội). Theo Đại Việt sử lược, Nguyễn Nộn là người có gương mặt đẹp, lại có lòng bao dung, có tính bình thản thanh thoát.

## Sứ quân thời loạn

### Phản nhà Lý
Tháng 8 năm 1218, Nguyễn Nộn bắt được vàng và ngọc mà không đem dâng vua Lý Huệ Tông, do đó triều đình xuống chiếu bắt giam ông.
Tháng 2 năm 1219, quyền thần Trần Tự Khánh thấy ông có tài, bèn tâu vua Huệ Tông xin tha cho Nguyễn Nộn, cho đi theo quân đánh giặc để chuộc tội. Vua Huệ Tông bằng lòng cho. Tháng 10 năm đó, Tự Khánh sai Nguyễn Nộn đem quân đi đánh người Man ở Quảng Oai. Tháng 3 năm 1220, Nguyễn Nộn nhân cầm quân trong tay không trở về triều, giữ hương Nghệ An, tự xưng là Hoài Đạo Vương, dâng biểu xưng thần, xin đi dẹp loạn để chuộc tội. Vua Huệ Tông sai người đem sắc thư đến tuyên dụ. Song vì vua có bệnh, không thể chế ngự được. Họ Trần cũng đang mưu tính lấy ngôi nhà Lý nên chưa tính tới Nguyễn Nộn.

### Phản Trần Tự Khánh
Tuy nhiên, theo Đại Việt sử lược, cuốn sử ra đời thời Trần, Nguyễn Nộn vốn là bộ tướng của tướng Trần Tự Khánh, theo Tự Khánh tham gia vào những cuộc chinh chiến với các sứ quân và chống lại cả nhà Lý từ đầu thời Lý Huệ Tông chứ không phải tới năm 1218 mới xuất hiện trên chính trường.
Theo sách này, năm 1213, Trần Tự Khánh sai người sang Bắc Giang lừa mời ông về. Nguyễn Nộn về đến nơi, Trần Tự Khánh dùng dây thép trói lại năm vòng, giam cầm ông. Tuy nhiên, chưa rõ vì lý do gì mà Nguyễn Nộn bị Tự Khánh bắt giam.
Tháng 9, Trần Tự Khánh mở trói dây thép cho Nguyễn Nộn. Tuy ở trong cảnh ngục tù mà Nguyễn Nộn thần sắc vẫn tự nhiên. Khi thấy bọn dũng sĩ nhảy, đối lại, ông mang theo cả cái dây xích sắt mà nhảy, nhưng lại nhảy hơn bọn dũng sĩ. Trần Tự Khánh trông thấy, lấy làm lạ, bèn thả ông ra lại cho làm tướng và đem người con gái của người dì gả cho. Sau đó Tự Khánh lại trao cho ông hai ấp là Trần Khê và Cả Lũ.
Năm 1213, Nguyễn Nộn cầm một cánh quân họ Trần chống lại quân triều đình do đích thân Lý Huệ Tông và Thái sư Đàm Dĩ Mông chỉ huy. Ông cùng các tướng họ Trần đánh bại quân nhà Lý. Em họ Trần Tự Khánh là Trần Thủ Độ cùng Trần Hiến Sâm ở tả ngạn tiến đánh thắng quân triều đình. Nguyễn Nộn từ Quốc Oai tiến đến chợ Dừa cùng Phan Lân đánh thắng các tướng ở Hồng Châu là Đoàn Cấm, Vũ Hốt. Lý Huệ Tông thất thế phải chạy lên Lạng Châu.
Sau trận đó, ông được Trần Tự Khánh giao giữ vùng Bắc Giang. Trần Tự Khánh lên Lạng châu rước Huệ Tông không được liền lập hoàng thân khác lên ngôi, tức là vua Càn Ninh.
Năm 1214, anh em họ Đoàn tấn công đất Bắc Giang. Hai bên đánh nhau ở núi Đông Cứu (Gia Lương, Bắc Ninh), Nguyễn Nộn giết chết được Đoàn Nguyễn, nhưng cũng bị thương ở lưng.
Tuy nhiên lúc đó nội bộ phe Tự Khánh xảy ra phản loạn lớn. Tướng ở Cam Giá (thị xã Sơn Tây) là Đỗ Bị lại nổi lên chống cự. Nhân thời cơ đó, Nguyễn Nộn cũng phản lại Tự Khánh, xây dựng một thế lực rất lớn. Do việc cát cứ của Đỗ Bị, Nguyễn Nộn, kinh thành Thăng Long bị uy hiếp. Tự Khánh lấy hết vàng bạc, của cải các kho và phóng hỏa đốt kinh đô rồi đưa vua mới là Càn Ninh xuống hành cung Lý Nhân (Hà Nam).
Nguyễn Nộn đem binh đến Thăng Long đánh nhau với Tự Khánh. Huệ Tông và thái hậu đang ở Nam Sách trở về Thăng Long, phong cho Nguyễn Nộn tước hầu để mượn tay Nộn chống họ Trần. Từ đó cục diện trong nước lúc này đại thể hình thành ba thế lực: Phía bắc là Nguyễn Nộn, phía đông là Đoàn Thượng, phía nam là Trần Tự Khánh.
Tháng 1 năm 1215, hai tướng của Trần Tự Khánh là Nguyễn Đường và Nguyễn Giai thông đồng với Nguyễn Nộn đánh Trần Tự Khánh, nhưng Đường và Giai lại hàng Trần Tự Khánh. Tháng 2, Nguyễn Nộn được phong tước Vương. Tháng 3, Nguyễn Nộn đánh thắng Nguyễn Đường và Nguyễn Giai.
Sau đó, một loạt lực lượng cát cứ khác nổi dậy chiếm cứ các nơi. Sau nhiều lần bôn tẩu, cuối cùng năm 1216, Lý Huệ Tông buộc phải dựa vào anh vợ là Trần Tự Khánh là lực lượng mạnh hơn cả. Tự Khánh lại phụng thờ Huệ Tông, mượn tiếng Huệ Tông để chinh phục được nhiều sứ quân khác. Huệ Tông hạ chiếu đày Nguyễn Nộn làm lính thường.

## Kết cục
Kết cục của Nguyễn Nộn cũng không được sử sách chép thống nhất. Các nguồn sử liệu khác nhau ghi chênh lệch thời gian khá nhiều. Chỉ có 1 điểm chung duy nhất là: các nguồn sử sách đều xác nhận ông chết vì bệnh.

### Năm 1219
Theo Đại Việt sử lược, tháng 6, năm 1219, Trần Tự Khánh sai tướng Vương Lê đem binh về Nam Sách đánh Nguyễn Nộn. Quân hai bên giằng co, Trần Tự Khánh không thắng nổi quân của Nộn. Tháng chạp, Nguyễn Nộn bị bệnh nặng. Quân của Trần Tự Khánh đang đóng ở bến Triều Đông mà Nguyễn Nộn đã chết rồi. Ngày Canh Ngọ, tướng của Nộn là Phí Thám ra hàng Trần Tự Khánh, có mang theo thái hậu và các công chúa (con vua Huệ Tông).
Như vậy, trong khi vua Huệ Tông trong tay Trần Tự Khánh thì có một bộ phận tôn thất nhà Lý lại trong tay Nguyễn Nộn.

### Năm 1229
Theo các sách sử khác, sau năm 1219 Nguyễn Nộn vẫn còn hoạt động. Năm 1220, trong khi các sứ quân khác bị dẹp thì Nguyễn Nộn và Đoàn Thượng vẫn là hai sứ quân tồn tại chống lại triều đình (trong tay họ Trần).
Năm 1223, Trần Tự Khánh chết, em ruột là Trần Thừa và em họ là Trần Thủ Độ lên thay nắm quyền điều hành việc triều đình. Thế quân của Nguyễn Nộn ngày càng mạnh. Nguyễn Nộn chiếm cứ Bắc Giang, Đoàn Thượng chiếm cứ Hồng Châu.
Năm 1225, Trần Thủ Độ chủ xướng việc nhà Trần thay nhà Lý và lo việc đánh dẹp. Tuy nhiên bấy giờ Nguyễn Nộn và Đoàn Thượng binh thế còn mạnh, chưa dễ hàng phục được, Trần Thủ Độ bèn phong cho Nộn làm Hoài Đạo Vương, chia cho các huyện Bắc Giang Thượng, Bắc Giang Hạ, Đông Ngạn.
Tháng 12 năm 1228, Nguyễn Nộn đánh bại giết chết Đoàn Thượng. Nhân đó ông gộp cả quân của Thượng, cướp bắt con trai, con gái, tài sản, trâu ngựa đất Hồng Châu. Con của Thượng là Văn đem gia thuộc đến hàng. Thanh thế của Nguyễn Nộn rất lừng lẫy. Trần Thủ Độ lo lắng, chia quân chống giữ và sai sứ đem thư đến chúc mừng, gia phong Nộn làm Hoài Đạo Hiếu Vũ Vương (懷道孝武王).
Sau đó Thủ Độ lại đưa công chúa Ngoạn Thiềm gả cho ông để ngầm dò la tin tức. Biết ý Thủ Độ muốn dùng công chúa để lung lạc mình và dò la tin tức, ông chia nha tướng canh giữ riêng chỗ công chúa ở. Vì thế công chúa không thể báo được tin gì cho triều đình.
Tháng 3 năm 1229, Nguyễn Nộn tự xưng là Đại Thắng Vương, ham chơi buông thả, chè chén chơi bời bừa bãi. Tuy nhiên, ông cũng tự lượng sức biết thế mình không thể cùng đối lập với nhà Trần, định đến tháng 10 sẽ vào chầu, song còn do dự chưa quyết. Cuối năm đó ông ốm nặng, triều đình sai nội nhân tới hỏi thăm, Nguyễn Nộn cố gượng ăn cơm, phi ngựa để tỏ ra còn khoẻ mạnh. Nhưng không bao lâu thì ông qua đời. Lực lượng của ông nhanh chóng tan rã.

### So sánh các nguồn sử liệu
Như vậy, Đại Việt sử lược phản ánh hoạt động của Nguyễn Nộn từ năm 1213 tới 1219, còn Toàn thư và Cương mục nêu hành trạng của ông từ 1218 đến 1229.
Theo nhận định của một số nhà nghiên cứu, Nguyễn Nộn tham gia chính trường từ năm 1213 và theo Trần Tự Khánh như Đại Việt sử lược phản ánh. Tuy nhiên, các chuyên gia nghi ngờ về cái chết của ông năm 1219. Theo nhóm ý kiến này, sau một trận thua quân Trần Tự Khánh, "vợ con Nguyễn Nộn đều bị bắt. Nguyễn Nộn mang theo 100 người về giữ Phù Ninh" và sau đó vẫn còn sống chứ không "ốm chết" như Đại Việt sử lược nêu. Ông tiếp tục tái lập lực lượng và giữ được Bắc Giang. Những hành trạng sau đó của ông như được gả công chúa Ngoạn Thiềm, giết được sứ quân Đoàn Thượng và xưng Hoài Vũ Đạo vương như Toàn thư và Cương mục ghi.
Ông mất ngày 1 tháng 3 năm 1229. Lăng mộ của ông được đặt tại xã Phù Dực (Phù Đổng - Gia Lâm ngày nay). Đền thờ của ông tại làng Phù Dực và làng Công Đình (xã Đình Xuyên)

## Gia đình
- Vợ: Công chúa Ngoạn Thiềm, là con gái của Phụ Quốc Thái úy Trần Thừa và là chị gái của vua Trần Thái Tông[cần dẫn nguồn]. Bà được Trần Thủ Độ gả cho Nguyễn Nộn với mục đích giảng hoà và thăm dò nội tình của vùng Nộn chiếm cứ.

## Trong văn hoá đại chúng
| Năm  | Tác Phẩm                | Diễn Viên |
| 2013 | 《Thái sư Trần Thủ Độ》 | Hoàng Hải |